# Nezha Elaasal
Nezha Elaasal, née le 24 mai 2005, est une taekwondoïste marocaine. 

## Carrière
Nezha Elaasal est médaillée de bronze dans la catégorie des moins de 49 kg aux Jeux de la solidarité islamique de 2021 à Konya. Elle remporte ensuite la médaille d'or dans la même catégorie aux Championnats d'Afrique de taekwondo 2022 à Kigali.